# 盧卡斯·布萊恩特
盧卡斯·布萊恩特（英語：Lucas Bryant，1978年9月28日—）是美國的一位演員。他最著名的作品是電視劇避風港。他出生在堪薩斯州。盧卡斯出生在加拿大。

## 外部連結
- Lucas Bryant在互联网电影资料库（IMDb）上的資料（英文）
- Audio interview with Lucas Bryant about 'Haven'